# Efferia grandis
Efferia grandis este o specie de muște din genul Efferia, familia Asilidae. A fost descrisă pentru prima dată de James Stewart Hine în anul 1919.
Este endemică în Texas. Conform Catalogue of Life specia Efferia grandis nu are subspecii cunoscute.